# てのひらのなかのルピカ
『てのひらのなかのルピカ』は、野川さくらの4枚目のアルバム。2006年4月12日にランティスから発売された。

## 解説
- 前作まではプロデュースの影山が全曲作曲を手掛けていたが、今作では女性の作曲者が必要と考えLunariaが参加している。
- 「失恋記念日」は石野真子のカバー曲である。

## 収録曲
1. pearl
  - 作詞・作曲・編曲：Lunaria
2. 裸足でいきましょ！〜Nude on Melody〜
  - 作詞：畑亜貴 / 作曲：影山ヒロノブ / 編曲：須藤賢一
3. 君のもとへ〜By myself〜
  - 作詞・作曲：影山ヒロノブ / 編曲：須藤賢一
4. ルピカ
  - 作詞：もとおおくぼきたみ・Lunaria / 作曲：Lunaria / 編曲：Lunaria・細海魚
5. ただいま！
  - 作詞・作曲・編曲：Lunaria
6. 途中までの方程式
  - 作詞：尾崎雪絵 / 作曲：影山ヒロノブ / 編曲：須藤賢一
7. Cherish
  - 作詞：尾崎雪絵 / 作曲：影山ヒロノブ / 編曲：須藤賢一
8. 秘密の箱
  - 作詞・作曲・編曲：Lunaria
9. 空の花園
  - 作詞・作曲・編曲：Lunaria
10. Always
  - 作詞・作曲：作曲：影山ヒロノブ / 編曲：須藤賢一
  - ラジオ番組『野川さくらのマシュマロ♪たいむ』2代目オープニングテーマ
11. 失恋記念日
  - 作詞：阿久悠 / 作曲：穂口雄右 / 編曲：須藤賢一
12. ミルクティー
  - 作詞：rino / 作曲：影山ヒロノブ / 編曲：須藤賢一
13. もっっと!
  - 作詞：三重野瞳 / 作曲：影山ヒロノブ /  編曲：橋本由香利
  - テレビアニメ『マジカノ』オープニングテーマ